# Виллар-ан-Валь
Вилла́р-ан-Валь (фр. Villar-en-Val) — коммуна во Франции, находится в регионе Лангедок — Руссильон. Департамент коммуны — Од. Входит в состав кантона Лаграс. Округ коммуны — Каркасон.
Код INSEE коммуны — 11414.

## Население
Население коммуны на 2008 год составляло 34 человека.
| 1962 | 1968 | 1975 | 1982 | 1990 | 1999 | 2008 |
| ---- | ---- | ---- | ---- | ---- | ---- | ---- |
| 38   | 29   | 23   | 26   | 25   | 30   | 34   |

## Экономика
В 2007 году среди 22 человек в трудоспособном возрасте (15—64 лет) 11 были экономически активными, 11 — неактивными (показатель активности — 50,0 %, в 1999 году было 68,8 %). Из 11 активных работали 10 человек (7 мужчин и 3 женщины), безработным был 1 мужчина. Среди 11 неактивных 1 человек был учеником или студентом, 4 — пенсионерами, 6 были неактивны по другим причинам.